# Rhyacophila lhakpa
Rhyacophila lhakpa là một loài Trichoptera trong họ Rhyacophilidae.